# Aerozen
Aerozen, pseudonimo di Alberto Alexandru Vrăbiescu (Bucarest, 14 maggio 2000), è un rapper rumeno.

## Biografia
Da sempre appassionato di musica, Alberto Alexandru Vrăbiescu è inizialmente un ballerino, tuttavia un problema di salute lo costringe ad abbandonare tale carriera. Decide quindi di dedicarsi alla musica cantata, pubblicando nel 2018 il singolo Miliarde, che ottiene un riscontro positivo in Romania. Le sue ispirazioni musicali sono rapper rumeni come Ian e Oscar. Dopo aver pubblicato diversi singoli, la sua carriera prende una svolta nel 2021, quando firma per l'etichetta New World Order. Per tale etichetta pubblica il suo primo progetto, l'EP di sei tracce Party Packz, nel 2022.
Il progetto è seguito l'anno successivo dai sequel PartyPackz+ e Sir PartyPackz al III-lea, in cui collabora con artisti come Oscar, Lil Alex, Petre Ștefan, OG Eastbull e Blanco. Il 28 dicembre dello stesso anno pubblica il suo primo album in studio, Coldmode con Robi, che vede la partecipazione, tra gli altri, di Noua Unspe, Tussin, Marko Glass e Ian. Il 13 settembre 2024 è invece la volta del secondo album, dal titolo Notsozen.

## Discografia

### Album in studio
- 2023 – Coldmode (con Robi)
- 2024 – Notsozen
- 2025 – Z Print

### EP
- 2022 – PartyPackz
- 2023 – PartyPackz+
- 2023 – Sir PartyPackz al III-lea